# Illusionernes værksted
Illusionernes værksted er en dansk dokumentarfilm fra 1991 med instruktion og manuskript af Lasse Spang Olsen.

## Handling
Dokumentarfilm om stunts, special effects og make-up på film